# Kumlika mandrita
Kumlika mandrita är en insektsart som beskrevs av Alexander Fyodorovich Emeljanov 1998. Kumlika mandrita ingår i släktet Kumlika och familjen Dictyopharidae. Inga underarter finns listade i Catalogue of Life.